# The Sims 3: Verdenseventyr
The Sims 3: Verdenseventyr (engelsk: The Sims 3: World Adventures eller World Adventures) er den første udvidelsespakke til The Sims 3-spillet. Den har temaet "ferie" (før set i The Sims 2: Bon Voyage og The Sims: Vacation), hvor man bl.a. kan tage til Egypten (Al Simhara parodi på Sahara), Frankrig (Champs Le Sims) og Kina (Shang Simla).

## Nye ting
Nye færdigheder:
- Kampsport: I spillet kaldes kampsport "Sim Fu". Kampsporten læres i Kina. Kan fortsat trænes ved at købe en træningsdummy eller øve i at slå træ- og stenblokke i stigende kraftigere materiale, i stykker med de bare næver. Ligesom med alle andre færdigheder, kan man i stedet vælge at købe bøger og stige i færdighedspoint ad den vej. Ligesom med træningsdummy'en og stenblokkene, kan bøgerne købes på Shang Simlas markedsplads.)
- Fotografi: Kamera købes i Egypten. Ved at tage billeder af simmere, bygninger, planter eller situationer, opsamler man erfaring og kan samtidig få fyldt de mange albums man låser op for, når man lærer fotografifærdigheden. Ligesom med alle andre færdigheder, kan man i stedet vælge at købe bøger og stige i færdighedspoint ad den vej.)
- Nektarbrygning: Læres i Frankrig. Nektar kan laves af de fleste afgrøder en simmer kan indsamle, lige fra forskellige slags vindruer, til tomater og æbler. På markedspladsen i Champs Les Sims kan man købe en nektarbrygger og som i de andre lande, en bog til at lære færdigheden ved hjælp af læsning. *Alle objekter købt på feriedestinationer ender i ens Familieinventarliste (på nær bøgerne), klar til brug i ens normale verden, eller når man har købt et feriehjem.

Nye materialer:
- 12 metaller
- 6 sommerfugle
- 3 biller
- 12 ædelsten.
- 3 versioner af den mystiske Hr. Gnom (kendt for at flytte sig forskellige steder på en simmers grund og skifte stilling uden nogen former for påvirkning fra simmerne. Én version fra hvert land, hvor de kan findes i grave.)

Ny måde at dø på:
- Man kan nu dø af mumiens forbandelse, hvis simmeren taber en kamp til en af mumierne i Egypten. Kamp kan afværges ved at give mumierne "mumie snacks," der får dem til at vende tilbage til deres sarkofager uden yderligere problemer, eller ved at kæmpe mod dem, når ens simmer har højeste mulig kampsportfærdighed og ens simmer ikke har egenskaben "kujon."

Andre tilføjelser:
- Simmerne kan lære sange af de lokale og lære dem videre.
- Simmere kan blive til mumier ved at sove i en forbandet sarkofag, man kun kan finde i pyramiderne.
- Nye egenskaber som "God til fotografering," "Disciplineret" og "Eventyrlysten."
- Nye langtidsønsker.
- Nye skjulte egenskaber, eksempelvis at give et duel kys (laves af et barn af en ikke-bruger-skabt simmer fra Egypten, som kan gives videre)
- Et nyt værktøj, der gør det nemmere at lave kældre.
- Nye ting at købe for "gamle mønter" (kan findes i grave). Disse inkluderer mumie snacks og mange andre ting.
- Man kan tage hen til købmændene og købe forskellige genstande, bl.a. telte og tørret mad af lav-, middel- og høj kvalitet. Man kan også købe brusebad på dåse som man bruger, når man er i en grav og der ikke er et brusebad i nærheden.
- 2 nye elementer som simmerne kan lave juhuu i; telte og sarkofager.
- Registrerer man spillet på den officielle danske sims 3 hjemmeside, kan man downloade et sæt på 15 møbler helt gratis.
- Et nyt dyr tilgængeligt: en slange (Webside ikke længere tilgængelig). Den kan ikke holdes som kæledyr, men man kan få den til at kravle op af kurven ved at spille musik fra en fløjte. (Købes i Egypten).

Nye musiknumre i spillet sunget af en række kendte kunstnere, på simlish:
- Audrye Sessions – "Turn Me Off"
- Broken Hearts Club – "Na Na Na"
- Esmee Denters – "Outta Here"
- Fefe Dobson – "I Want You"
- Friday Night Boys – "Can't Take That Away"
- Nelly Furtado – "Manos al Aire"
- Stefanie Heinzmann – "No One (Can Ever Change My Mind)"
- Pixie Lott – "Mama Do"
- Madina Lake – "Lets Get Outta Here"
- Manchester Orchestra – "I've Got Friends"
- Matt og Kim – "Daylight"
- Katie Melua – "If the Lights Go Out"
- Metalkpretty – "Wake Up, Wake Up"
- Natalie Portman's Shaved Head – "Me + Yr Daughter"
- Hot Chelle Rae – "Say"
- LeAnn Rimes – "You've Ruined Me"
- Cassie Steele – "Summer Nights"
- Evan Taubenfeld – "Pumpkin Pie"
- The Young Punx – "Juice and Sim"